# Hirgigo
Hirgigo (orthographes alternatives Arkiko, Archigo, Arqiqo, Ercoco, Hargigo, ou Harkiko) est une ville d’Érythrée, située sur les bords de la Mer Rouge à environ 10 kilomètres au Sud du port de Massaoua.
Le port d'Hirgigo a été un centre important du commerce de l'ivoire, notamment de par la présence de ressortissants ottomans. La ville a été le théâtre d'un massacre sanglant durant le régime du Derg en 1975.